# ジグモンディの定理
ジグモンディの定理（ジグモンディのていり、英: Zsigmondy's theorem）は、カール・ジグモンディに因んで名付けられた数論の定理である。下記に挙げる例外を除き、互いに素な正整数a, bと正整数nについて、an - bnはpで割り切れるが、kをk < nを満たす任意の正整数としてak - bkはpで割り切れないようなある素数p（primitive prime divisor）が存在することを主張する。
例外:
- {\displaystyle n=1}, {\displaystyle a-b=1}の場合。 {\displaystyle a^{n}-b^{n}=1}ゆえにpが存在しない。
- {\displaystyle n=2}, {\displaystyle a+b}が2の冪の場合。{\displaystyle a^{2}-b^{2}=(a+b)(a^{1}-b^{1})}の任意の奇数素因数が{\displaystyle a^{1}-b^{1}}の因数でなければならないが{\displaystyle a^{1}-b^{1}}は偶数である。
- {\displaystyle n=6}, {\displaystyle a=2}, {\displaystyle b=1}の場合。 {\displaystyle a^{6}-b^{6}=63=3^{2}\times 7=(a^{2}-b^{2})^{2}(a^{3}-b^{3})}が成立してしまう。

この定理は1または6でない正整数nについて、{\displaystyle 2^{n}-1}を割り切り、{\displaystyle 2^{k}-1}を割り切らない素数pが存在する事を主張する Bang の示した定理 を一般化している。
同様に、{\displaystyle 2^{3}+1^{3}=9}の場合を除き、{\displaystyle a^{n}+b^{n}}は少なくとも1つのpを持つ。 
ジグモンディの定理は役に立つ場面が多く、群論では様々な群が異なる位数を持つことの証明に利用される。

## 歴史
ジグモンディの定理は1894年から1925年までウィーンで働いていたカール・ジグモンディに発見された。

## 一般化
{\displaystyle (a_{n})_{n\geq 1}}を0でない整数の数列とする。anが primitive prime divisor を持たないような正整数nの集合{\displaystyle {\mathcal {Z}}(a_{n})}をジグモンディ集合（Zsigmondy set）という。
つまり、anを割り切るすべての素数が、n未満のある正整数mにおいてamを割り切ることができるようなnの集合を指す。ジグモンディの定理は{\displaystyle {\mathcal {Z}}(a^{n}-b^{n})\subset \{1,2,6\}}を意味し、カーマイケルの定理 は、フィボナッチ数のジグモンディ集合が{\displaystyle \{1,2,6,12\}}であることとペル数のジグモンディ集合が{\displaystyle \{1\}}であることを意味している。2001年、Bilu と Hanrot と Voutier は一般に、
{\displaystyle (a_{n})_{n\geq 1}}がリュカ数列またはレーマー数列であるとき{\displaystyle {\mathcal {Z}}(a_{n})\subseteq \{1\leq n\leq 30\}}であることを示した（このようなnは1, 2, 3, 4, 5, 6, 7, 8, 10, 12, 13, 18, 30 の13つの数のみ。オンライン整数列大辞典の数列 A285314を参照せよ）。リュカ数列とレーマー数列はDivisibility sequenceの例である。
{\displaystyle (W_{n})_{n\geq 1}}をElliptic divisibility sequenceとして、そのジグモンディ集合{\displaystyle {\mathcal {Z}}(W_{n})}は有限であることが知られている。この結果はその証明が{\displaystyle {\mathcal {Z}}(W_{n})}の最も大きい要素の明白な上界を与えていないという点で扱いにくいが、{\displaystyle {\mathcal {Z}}(W_{n})}の要素の個数の扱いやすい上界を与えることができる。